# Bruno Snell
Bruno Snell (* 18. Juni 1896 in Hildesheim; † 31. Oktober 1986 in Hamburg) war ein klassischer Philologe, Hochschullehrer, Universitätsdekan und -rektor. Er betätigte sich in erster Linie als Gräzist.

## Leben
Bruno Snell wurde als Sohn des Psychiaters Otto Snell (1859–1939) geboren. Der Absolvent des Johanneums Lüneburg studierte zunächst Rechtswissenschaften und Nationalökonomie in Edinburgh und Oxford. Snell befand sich in England, als der Erste Weltkrieg ausbrach, und verblieb dort während des Krieges als englischer Zivilgefangener. Anschließend wandte er sich dem Studium der Klassischen Philologie in Leiden, Berlin, München und Göttingen zu. Nach seiner Promotion 1922 in Göttingen habilitierte er sich 1925 an der Universität Hamburg über Die geistesgeschichtliche Stellung der aischyleischen Tragödie. Anschließend ging er als deutscher Lektor nach Pisa. Von 1931 bis 1959 hatte er in Hamburg den Lehrstuhl für Klassische Philologie inne. 1944 begründete er dort die heute noch arbeitende Forschungsstelle „Thesaurus Linguae Graecae“.
Snell war ein entschiedener Gegner des Nationalsozialismus. Er nutzte im Jahre 1935 eine Miszelle in der Zeitschrift Hermes, um kaum versteckt gegen die Politik Hitlers und gegen die Mitläuferei seiner Landsleute Stellung zu nehmen. Dort wies er darauf hin, dass in der altgriechischen Sprache – anders als im Lateinischen und im Deutschen – die Lautäußerung des Esels mit „O-o“ artikuliert wurde. Dies wurde mit einem besonders langen Omega wiedergegeben, das – so Snell – für jeden Griechen klar als „uh, uh“ (οὐ, οὐ) erkennbar war, ein Wort, das im Griechischen „nein“ bedeutet. Der Unterschied von O-o zu οὐ-οὐ sei eine „nur geringe Abweichung, die dem Griechen noch weniger auffiel als uns“, da der Anfangsbuchstabe des Verbs, mit dem das Rufen des Esels benannt wird, nämlich ὀγκᾶσται, auch οὖ genannt wurde. Somit konnte der Esel als Neinsager erscheinen. Snell schloss seine Ausführungen mit der Bemerkung: „Es stellt sich also heraus, daß das einzige wirkliche Wort, das ein griechischer Esel sprechen konnte, das Wort für ‚nein‘ war, während kurioserweise die deutschen Esel gerade umgekehrt immer nur ‚ja‘ sagen.“ Damit nahm er auf die Plakate Bezug, mit denen die NS-Regierung an Litfaßsäulen und öffentlichen Gebäuden im ganzen Lande für das „Ja“ zur Wahl Hitlers zum Reichspräsidenten 1934 geworben hatte. Die Deutschen hatten mit 89,9 % dem Gesetz zur Vereinigung der Ämter des Reichspräsidenten und des Reichskanzlers zugestimmt. Im Wiederabdruck des Textes im Rahmen von Snells 1966 erschienenen ‚Gesammelten Schriften‘ erläuterte er den Hintergrund und die ‚eigentliche‘ Bedeutung des Aufsatzes.
Von 1945 bis 1946 leitete Snell als erster Dekan nach dem Zweiten Weltkrieg die Philosophische Fakultät der Hamburger Universität, von 1951 bis 1953 stand er ihr als Rektor vor. Darüber hinaus hatte er großen Anteil an der Einrichtung der Joachim-Jungius-Gesellschaft der Wissenschaften 1947 sowie an der Gründung der Mommsen-Gesellschaft 1950. Des Weiteren wurde auf Snells Initiative hin 1953 das Europa-Kolleg Hamburg gegründet. Snell war zudem eine Führungsfigur im Hamburger Büro des Kongresses für kulturelle Freiheit. Seit 1955 gehörte Snell dem Wissenschaftlichen Beirat der Sachbuchreihe Rowohlts deutsche Enzyklopädie an.
Snells Werk zeichnet sich durch akribische metrische Analysen und eingehende Berücksichtigung von Papyrusfunden aus. So erstellte er Ausgaben des Bakchylides und des Pindar sowie zwei Bände der Tragicorum Graecorum Fragmenta. Außerdem begründete er das Lexikon des frühgriechischen Epos. Snell war Mitglied der Akademie der Wissenschaften zu Göttingen, München, Wien, Kopenhagen, London, der Deutschen Akademie für Sprache und Dichtung sowie des P.E.N. Er war Mitherausgeber der Zeitschriften Philologus und Glotta. 1944/45 gründete er das Jahrbuch Antike und Abendland als Nachfolgerin von Werner Jaegers Die Antike und propagierte damit schon im Titel eine klare Ausweitung zum einen in eine internationale Wissenschafts- und Wissenschaftlergemeinschaft, zum anderen einen Fokus auf den Umgang späterer Epochen, nicht zuletzt unserer eigenen, mit dem Phänomen Antike; daher publizierte er gerade anfänglich auch immer wieder kleinere Übersetzungen aus der Feder unterschiedlicher Beiträger.

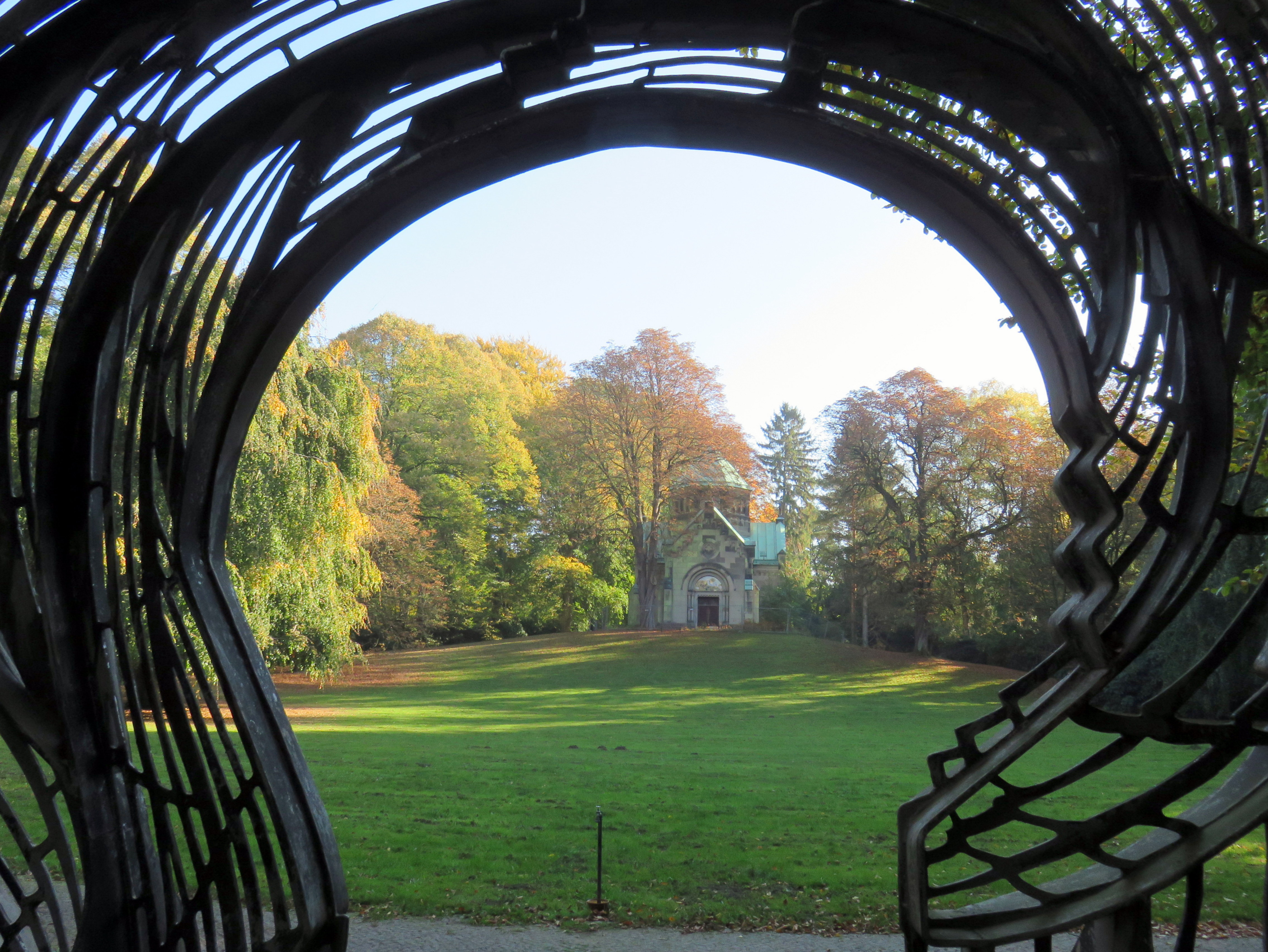
Anonymer Urnenhain beim Riedemann-Mausoleum auf dem Friedhof Ohlsdorf

Er erhielt 1975 das Österreichische Ehrenzeichen für Wissenschaft und Kunst. 1977 wurde er Mitglied des Ordens Pour le mérite für Wissenschaften und Künste. Im Gedenken an Bruno Snell verleiht die Mommsen-Gesellschaft seit 1989 jährlich den Bruno-Snell-Preis für herausragende Arbeiten junger Forscher im Bereich des griechisch-römischen Altertums.
Über die Bedeutung des antiken Griechentums konstatierte Snell: „Unser europäisches Denken hebt an bei den Griechen. (…) Dies Verhältnis der Sprache zur wissenschaftlichen Begriffsbildung lässt sich, streng genommen, nur am Griechischen beobachten, da nur hier die Begriffe organisch der Sprache entwachsen sind: nur in Griechenland ist das theoretische Bewusstsein selbstständig entstanden, (…) alle anderen Sprachen zehren hiervon, haben entlehnt, übersetzt, das Empfangene weitergebildet.“
Bruno Snell wurde auf dem Hamburger Friedhof Ohlsdorf, Planquadrat AD 10 (Anonymer Urnenhain vor dem Riedemann-Mausoleum gegenüber Kapelle 8), beigesetzt.

## Schriften (Auswahl)
- Leben und Meinungen der Sieben Weisen. Griechische und lateinische Quellen aus 2000 Jahren. Mit der deutschen Übertragung. Heimeran, München 1938.
- Die Entdeckung des Geistes. Studien zur Entstehung des europäischen Denkens bei den Griechen. Claassen & Goverts, Hamburg 1946.
- Der Aufbau der Sprache. Claassen, Hamburg 1952.
- Griechische Metrik (= Studienhefte zur Altertumswissenschaft. H. 1, ZDB-ID 503258-1). Vandenhoeck & Ruprecht, Göttingen 1955.